# ひまわりさん
『ひまわりさん』は、菅野マナミによる日本の漫画。『月刊コミックアライブ』（メディアファクトリー）にて2009年10月号から2011年2月号まで読切を連載したのち、同年3月号より同誌で連載を開始。2022年2月号で本編の連載が終了した後、同誌にて2022年3月号より同年9月号まで番外編を掲載。主人公・風祭まつりと、彼女の通う高校の向かいにある古くて小さな本屋「ひまわり書房」の店長、ひまわりさんとの交流が描かれ、主にまつりとひまわりさんの視点で物語が進行する。2015年3月13日にドラマCDが発売された。

## 登場人物
「声」はBS11『真・週刊コミックTV+』 / ドラマCDでの担当声優。
風祭 まつり（かざまつり まつり）
声 - 大久保瑠美 / 阿澄佳奈
元気で明るく、少しおバカな女子高生。5月生まれ。ひまわりさんに憧れを抱き、時々彼女に「好きだああああ!!」と告白めいたことを言っている。学校の成績は1年生でありながら教師一同から卒業を危ぶまれるほど悪く、中学時代にも自ら受験を諦めかけるくらいの状態であったが、ひまわりさんに勇気をもらったことでそれを乗り越えており、ひまわりさんへの一直線な愛情もその時に芽生えている。また、ひまわりさんから勧められた本を最後まであきらめずに読破しようとするなど、一度やり出したことは最後まで諦めない根気強さもあり、また記憶力がある一面がある。一方で自分の失敗で人に迷惑をかけることを恐れている節もあり、ひまわりさんが自分を迷惑がっていないかと不安になって一歩距離を置いたり、学校ではひまわり書店等校外での振る舞いと異なり一歩下がって大人しくする傾向があり、その態度の違いが立花を苛立たせる遠因にもなった。
当初は本を読むことにも苦労していたが、3年生になった頃には普通に読書を嗜むようになっている。また、学校の成績も向上している。
ひまわりさん
声 - 豊口めぐみ / 小清水亜美
まつりが通う高校の向かいにある書店・ひまわり書房の店長。本編終了後の番外編で本名が明かされた。年齢は連載開始時で21歳で、第8集現在では23歳。9月20日生まれ。身長165cm(高校時代は163cm)。店舗の2階に1人で暮らしている。まつりが通う高校の卒業生。
現在では本の虫と化しているが、元々本が好きだったわけでは無く、漫画の読み方もさくらとりんから教わっている。猫が好き。虫は苦手。
昔のひまわりさんとは高校1年の時、兄がひまわり書房に出入りしているのを目撃したことがきっかけで知り合い、店内のあまりの埃っぽさに掃除したことがきっかけで店でバイトするようになる。先代のひまわりさん亡き後は、自らの意思でひまわり書房を守るため、ひまわりさんとなった。
七瀬 奈々子（ななせ ななこ）
声 - 田中里和 / 茅野愛衣
まつりの友達で、同じクラスの委員長。秀才ではあるが、自分に自信を持つのは苦手。初登場時はネガティブ思考が強く、気持ちが昂ると図書室の本棚を荒らす悪癖があったが、ひまわりさんとの出会いや、まつりが自身の良いところを見てくれたことを知ったことによって変わることができた。黒井里薫のファンで、亜美が先に薫と知り合いサインを貰ったと聞かされた際にはキャラを崩壊させて羨ましがったり3年次のバレンタインデーではチョコを渡そうとするほどであったが、そのバレンタインデーで「自分は青春がしたかっただけ」と気付き、既にちゃんと青春できていると指摘した本好き仲間の佐々木(後述)にそのチョコを渡し、彼との距離を縮める結果となった。佐々木とはその後も恋人同士となったかどうかは不明ながら仲が良いようで、時々亜美にそのことをからかわれている。
朝倉 さくら（あさくら さくら）
近所に住む小学生。友達・りんの漫画雑誌を破いてしまったため、ひまわり書房へは同じものを買い求めに来たが、取り扱いが無いと知ると嘘泣きをしたり、テレパシーを送ると言って店内で不可解な行動を取ったりしてひまわりさんを困惑させる。りんと仲直りした後は彼女とともにひまわり書房の常連となる。
りん
さくらの友達。漫画雑誌を巡ってさくらと喧嘩するが、仲直りをする。現在でもさくらと仲がよく一緒に遊んでいる。
杜若 あやめ（かきつばた あやめ）
ひまわりさんの2年先輩かつ黒井里薫の同級生。ひまわりさんとは、彼女が兄に弁当を届けたことがきっかけで仲良くなり、その後親友となる。卒業後はカメラ片手に世界中を回る。帰国後はカメラ・アシスタントからプロの写真家になるが現在は本の商店街5丁目にある写真集専門の書店を切り盛りしている。愛車はホンダ・フリード。
風祭 風子（かざまつり ふうこ）
声 - 古森奈保子 / 小松未可子
まつりの2つ年下の妹。中学でバレーボール部に所属している。ボーイッシュな風貌をしているが、男と間違われると不機嫌になる。ツンデレかつシスコンで、当初はまつりの興味が自分からひまわりさんに移ったことにより、彼女を嫌悪する様子を見せていたが、のちにそれがひまわりさんへの嫉妬と彼女への好意の裏返しであることが分かった。
第5集第37話でまつりが通う高校を受験し合格。第38話で入学する。
まつりが薫(後述)とデートした際には変装して尾行を敢行、その時に薫も自信と同じくシスコンだと気付いてからは彼に親近感が湧いたのか、その後は度々薫に懐く様子が描かれている。
黒井里 薫（くろいざと かおる）
声 - 倉持竜也 / 森川智之
ひまわりさんの2つ年上の実兄でライトノベル出身の作家。黒井里薫は筆名であり、本名ではない。飄々とした性格をしており、原則として着物を着て生活している。妹であるひまわりさんとはすれ違いにより一時険悪だったが、まつりの仲立ちにより和解。午後3時から4時の間あたりにひまわり書房を訪れ、ひまわりさんやまつりたちと過ごすことが多い。愛車はBMWミニ。
高校生のころから作家としてのキャリアはあるものの、締切3日前にたい焼きを買ってひまわり書房を訪れたり、担当編集者である大宮都に宿泊先の旅館まで追われたりするなど、作家としての計画性はあまりない描写が見られていたが、第5集第36話では締切前に原稿を送るようになっている。
小学生の頃、妹を喜ばせるために即興で虚実入り混じった話をしたことが、作家になろうと思ったきっかけとなっている。
昔のひまわりさんとは本格的に作家を目指していた高校1年の時、偶然足を踏み入れたひまわり書房で手書きの原稿を紛失したことがきっかけで出会い、店でバイトするようになる。また、かつて昔のひまわりさんに好意を抱いていたことが暗喩されている。
南 亜美（みなみ あみ）
声 - なし / 悠木碧
まつりの友達。漫画好き。マイペースかつお茶目な性格で「っすよ〜」など独特の口調で話すことが多い。現在は奈々子とも仲が良くて2人で行動することも多い。まつりからは「みなみちゃん」、奈々子からは「亜美ちゃん」と呼ばれている。
橘 立花（たちばな りつか）
まつりの友達。通称りっちゃん。2年生でまつりやみなみ、奈々子と同じクラスとなった。1年生の時、まつりと同様にひまわりさんに憧れ、彼女に気に入られるために本を読むようになるが、ひまわりさんの言葉にそれが本末転倒であることに気付き、一時ひまわり書房から足が遠のくが、まつりと同じクラスになったのを機に再びひまわり書房に足を運ぶようになる。時々セリフに北海道弁が混ざることがあり、テンションが上がるなど気持ちが高ぶるとその頻度が増す。
また、学校の内外で振る舞いが異なるまつりに対し苛立ちを覚え、いつものまつりらしく笑えと彼女を叱咤した。
3年生の時の学園祭のミュージカルでまつりがヒロイン役に立候補したり、結局『道に咲いた花役E』に落ち着いたものの、下手なりに稽古に真摯に向かい合う姿を見て、1年生の学園祭で憧れ、2年生の時には勇気が出せずエントリーできなかったファッションショーの服を制作している。
先代ひまわりさん
声 - 柚木涼香 / 堀江由衣
故人。ひまわりさんの前にひまわり書房を切り盛りしていた先代の店長。誕生日が現在のひまわりさんと同じ。高校生だった現在のひまわりさんを気に入り、バイトに誘う。心臓の病を患い入院していたが、死期を悟ってか店に戻った後に現在のひまわりさんと出会い、自身が本を読んでいる姿が好きだという言葉を聞き届け、この世を去った。薫の小説の最初の読者でありファンでもあった。
大宮 都（おおみや みやこ）
黒井里薫の担当編集者。黒井里やひまわりさんより年上だが、すっぴんだと小学生のような顔立ちかつ背が小さく、声が高いため、黒井里からちゃん付けされている。その小柄な身体には似合わず酒に強いほか、愛車がジープ・ラングラー アンリミテッドという意外な一面も見せる。
名月 夕（めいげつ ゆう）
ひまわりさんのお気に入りの作家で、黒井里薫の先輩。本名は不明。黒井里とは彼が高校1年の時にひまわり書房に出入りするようになってからの仲で、彼をからかって遊ぶのが昔から好きであった。また、彼には自らのことを師匠と呼ばせている。彼女もまた、黒井里薫同様着物を着て生活している。
昔のひまわりさんとは友人関係であったらしく、少なくとも彼女が中学生、昔のひまわりさんが高校生の頃には既に知り合っている描写がある。
美しく、おしとやかで奥ゆかしいというパブリックイメージを持たれているが、実際の性格は昔からおてんばで、彼女にさんざん振り回されている黒井里薫は「師匠は外面だけはいい…」と評している。
少なくとも大学まではひまわり書房がある街に住んでいたようだが、作家になった現在は飛行機で移動するほどの距離にある街に居を構えている。
なぎさん
現在のひまわりさんが学生の頃アルバイトしていた『やなぎ書店』の店長。昔のひまわりさんの従兄にあたる人物で、先代亡き後のひまわり書房を守る決意を固めた現在のひまわりさんに乞われ、書店の仕事を彼女に教えた人物でもある。初登場は第2集だが、第7集で名前や店名が判明した。
ひまわりさんの母
第2集第15話で顔が隠れた状態で登場しているが、第6集第43話の回想にて顔出しおよび台詞付きで登場。ひまわりさんが小学校4年、黒井里薫が小学校6年の時に家を出ている。
ひまわりさんの父
第2集第15話で顔が隠れた状態で登場しているが、第6集第47話でひまわりさんが南亜美に語った回想にて初めて顔出しされる。ひまわりさんによれば今は普通だがかつては仕事で家にいないことが多く、家にいてもずっと一人で本を読むような人物だったという。第6集おまけマンガ②今と昔によれば現在も実家に住んでいる模様。
鳶尾 尚武（とびお しょうぶ）
あやめの店でアルバイトをしている男子学生。あやめの写真のアシスタントもしており、またあやめのことは常に気にかけている。
佐々木（ささき）
まつりたちの同級生で図書委員の男子生徒。1年生の時はまつりと同じクラスだった。本棚を荒らしていた七瀬奈々子が謝った相手であり、その時はモブ扱いだったが、客としてひまわり書房を訪れた時に名字のみが判明した。立ち位置としてはモブ以上脇役以下であったが、3年次のバレンタインデーで薫のファンである奈々子が薫に渡すつもりでひまわり書房に持ってきたチョコを成り行きの末に貰ったことを切っ掛けに、彼女と一気に距離を縮めることとなった。
木下（きのした）
まつりと同じ3年2組に属する演劇部員の女子生徒。学園祭で発表したミュージカル『赤ずきんっぽいやつ』で『道に咲いた花役E』だったまつりに厳しく指導すると同時に主役の赤ずきん役を務めていた。

## 書誌情報
- 菅野マナミ『ひまわりさん』 メディアファクトリー〈MFコミックスアライブシリーズ〉、全13巻
  1. 2011年1月22日発売[10]、ISBN 978-4-8401-3739-3
  2. 2011年11月22日発売[11]、ISBN 978-4-8401-4059-1
  3. 2012年10月23日発売[12]、ISBN 978-4-8401-4732-3
  4. 2013年10月23日発売、ISBN 978-4-8401-5335-5
  5. 2015年2月23日発売[13][14]、ISBN 978-4-04-067261-8
  6. 2015年10月23日発売[15]、ISBN 978-4-04-067826-9
  7. 2016年9月23日発売[16]、ISBN 978-4-04-068545-8
  8. 2017年8月23日発売[17]、ISBN 978-4-04-069370-5
  9. 2018年8月23日発売[18]、ISBN 978-4-04-065044-9
  10. 2019年8月23日発売[19]、ISBN 978-4-04-064017-4
  11. 2020年8月20日発売[20]、ISBN 978-4-04-064843-9
  12. 2021年8月23日発売[21]、ISBN 978-4-04-680636-9
  13. 2022年8月23日発売[22]、ISBN 978-4-04-681610-8